# Magón (275 a. C.)
Magón fue un militar cartaginés del siglo III a. C. Según Marco Juniano Justino, fue enviado en apoyo de los romanos durante las guerras pírricas aparentemente tras la batalla de Asculum (279 a. C.). Ante el rechazo del Senado romano a su ayuda, navegó al sur de Italia donde se entrevistó con Pirro de Epiro. Probablemente fue miembro de la misma flota que asedió Regio y bloqueó el estrecho de Mesina para evitar el desembarco de Pirro en el año 275 a. C.